# Tony Parsons (Gitarrist)
Tony Parsons (geb. mutmaßlich 1953) ist ein britischer Gitarrist, der durch seine kurze Mitgliedschaft bei Iron Maiden in der Literatur über die Rockmusik Erwähnung fand.

## Die Zeit bei Iron Maiden
Es bestand eine kurze Vollmitgliedschaft bei Iron Maiden als zweiter Gitarrist im Jahre 1979, die auch fotografisch dokumentiert ist. 1978 trat Paul Di’Anno der Band bei, als Dave Murray der einzige Gitarrist der Band war, wobei Steve Harris die Aufnahme eines zweiten Gitarristen für wünschenswert erachtete. Es folgten zahlreiche Wechsel, bis  Tony Parsons aufgenommen wurde. Die Band war aber mit seinen technischen Leistungen nicht zufrieden. Dennoch existieren Aufnahmen mit ihm, wie in der BBC's Friday Rock Show im September 1979. Zudem finden sich vier der ersten Aufnahmen von Iron Maiden auf einer Veröffentlichung aus 2002 aus den „BBC Archives“. Letztlich wurde sein Nachfolger Dennis Stratton durch Adrian Smith ersetzt auf Betreiben von Dave Murray, wobei diese beiden Gitarristen schon vor ihrer Zeit bei Iron Maiden miteinander befreundet waren. Ursprünglich war Adrian Smith, schon als direkter Nachfolger Parsons’ vorgeschlagen worden, welcher jedoch damals noch ablehnte und daher Stratton genommen wurde.

## Aufnahmen
Auf verschiedenen Aufnahmen der Band Iron Maiden finden sich auch Einspielungen mit Tony Parsons, dabei auch unveröffentlichte Studio-Tapes:
- Iron Maiden – The Number of the Bus, LP, Unofficial, Downtown Record Corp., 1987
- Sanctuary (as T. Parsons), Various – New Wave of British Heavy Metal '79 Revisited (2xCD, Comp, RM), Vertigo 1990
- Iron Maiden – BBC Archives, EMI 2002
- Iron Maiden –  Years of Wrath 1979-1981 (4xCDr, Comp, Ltd, Num, Unofficial), Shades 2011
- Iron Maiden – Remember the Early Days (3xCDr, Ltd, Unofficial), Ace of Spades 2014
- Iron Maiden – The Soundhouse Tapes and Rare Early Tracks 1978-1981 (CD, Album, Unofficial), Top Gear 2017
- Iron Maiden – Live at the Music Machine London England 10 September 1979 (CDr, Unofficial),  2018
- Iron Maiden – Studio Demo Tracks, Jailbait Records

## Weiterführende Literatur
- Wall, Mick; Iron Maiden: Run to the Hills, the Authorised Biography, 3rd edition, 2004, Sanctuary Publishing, ISBN 1-86074-542-3